# Nova Lipovica
Nova Lipovica is een plaats in de gemeente Čaglin in de Kroatische provincie Požega-Slavonië. De plaats telt 48 inwoners (2001).